# Spartoneura xerocrastis
Spartoneura xerocrastis är en fjärilsart som beskrevs av Diakonoff 1954. Spartoneura xerocrastis ingår i släktet Spartoneura och familjen Carposinidae. Inga underarter finns listade i Catalogue of Life.